# 阿布薩隆級巡防艦
阿布薩隆級巡防艦，英語：，原為阿布薩隆級多用途支援艦（丹麥語：Fleksible støtteskibe af Absalon-klassen），為丹麥設計建造的多用途作戰艦艇，可應對傳統的海上作戰，又可執行反海盜、人道救援等非戰爭軍事行動（MOOTW），伊萬·休特菲爾德級巡防艦為阿布薩隆級的衍生設計，並又以此再衍生出英國皇家海軍31型巡防艦的箭頭140設計。
阿薩布隆級建造至服役前期，基於考慮到與俄羅斯關係的政治原因，艦種歸類為多用途戰鬥支援艦，2020年10月10日，丹麥將2艘同級艦全數改為反潛巡防艦，並進行相關改裝工程。

## 歷史

### 服役歷史

#### 索馬利亞行動
2008年6月2日與10月20日，聯合國安全理事會分別通過第1816號和1838號決議案，決議案允許各國軍艦進入索馬利亞領海追捕海盜，並可使用必要方法打擊在國際水域活動的 海盜。阿布薩隆號在2009年2月26日成功阻止索馬利亞海盜企圖攻擊一艘中國貨輪的行動，並捕獲七名海盜

## 設計

### 艦體

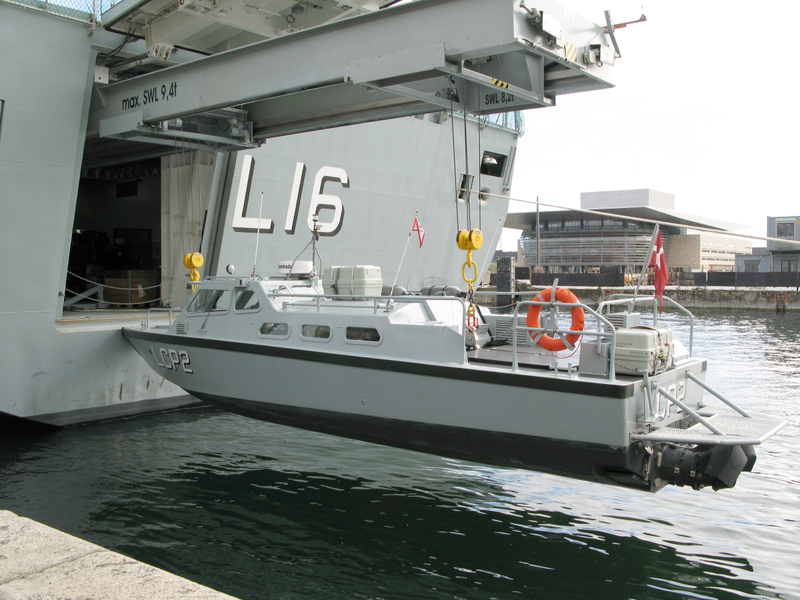
吊掛中的SRC90E突擊艇。

阿布薩隆級具備核生化防護能力。外型簡潔的艦體設計可有效降低雷達反射達到匿蹤效果。艦上小艇部分運用金属網罩覆蓋避免小艇造成雷達反射破壞匿蹤效果，舰上排烟系统也设置了热交换装置，降低排烟温度。
上層建築内部後方、機庫前設置一稱為彈性運用甲板（Flex-deck）的艙室，彈性運用甲板長84公尺、寬10.9公尺、高4.5公尺，面積約915平方公尺，占艦長約2/3，天花板上設有2組用物資輸送的滑軌式起重機。甲板可作为直升机机库、两栖登陆艇的储放处及其他多种用途的舱间，储放450吨的货物，最多可储存1,700吨的作战车辆、指挥通讯器材模组、军用装备模组、货柜器材模组、人道救援灾害抢救物资或是组合式货柜医院等。为了確保各种装备模组能够有效运作，弹性甲板内设有许多标准化讯号介面与电源供应插座，各种模组单元/货柜只需要接上介面与电源，安装到开始运作大约只需约30分钟左右的时间。弹性甲板具有驶进/驶出（Roll on/Roll in RORO）機能，车辆可直接由舰体侧面的开口出入。另可容纳10个手术台（一天可处理个重症病患）和最多10辆豹2主战坦克。

### 武装
阿布萨隆级配备有相当强大的武器系统，一门配置于舰艏的Mk 45 Mod 4型5吋快炮可发射如EX-171型延程炮弹等。另外配置2个发射模组（可发射16枚鱼叉飞弹）和3个12管垂直发射的Mk 56垂直发射器（发射36枚RIM-162型先进海麻雀飞弹）。舰上还装置有近程防御武器系统作为反反舰飞弹的最后防线；另外，舰上设有作为自卫用途的刺针飞弹与小口径机枪。

## 同型艦
阿布薩隆級的建造計劃于1999年批准，2001年由奧登斯鋼鐵造船廠開始建造。
| 艦名                                | 舊舷號 | 新舷號 | 安放龍骨   | 下水          | 服役           | 退役 |
| ----------------------------------- | ------ | ------ | ---------- | ------------- | -------------- | ---- |
| 阿布薩隆號 HDMS Absalon             | L16    | F341   | 2003年11月 | 2004年2月25日 | 2004年10月19日 |      |
| 艾斯伯恩·斯納爾號 HDMS Esbern Snare | L17    | F342   | 2004年6月  | 2004年6月21日 | 2005年4月18日  |      |

## 图集

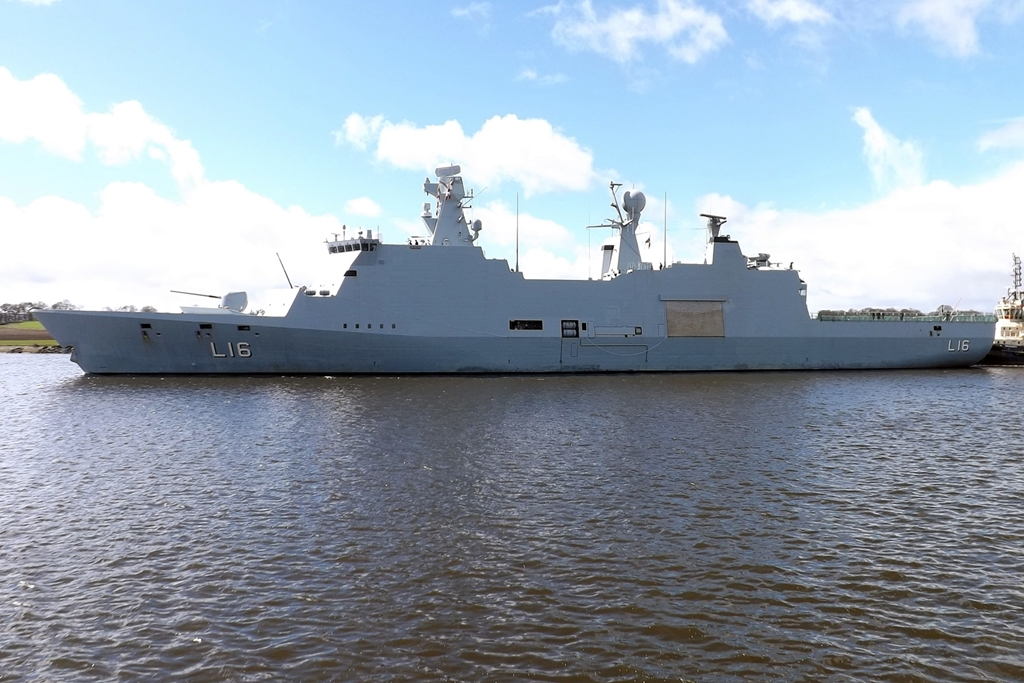
阿布萨隆号
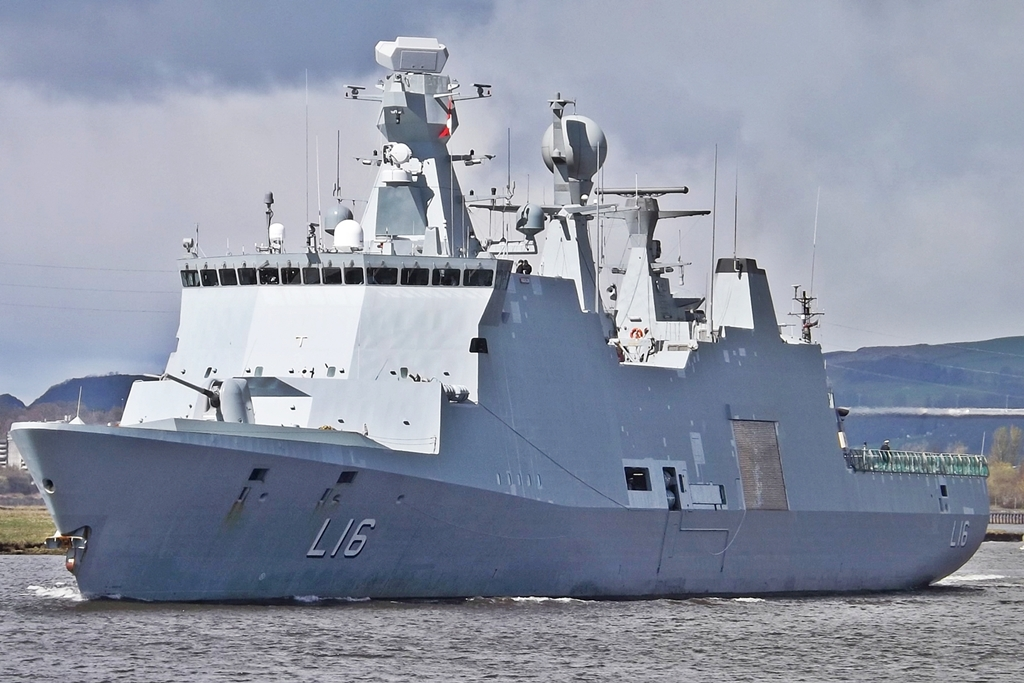
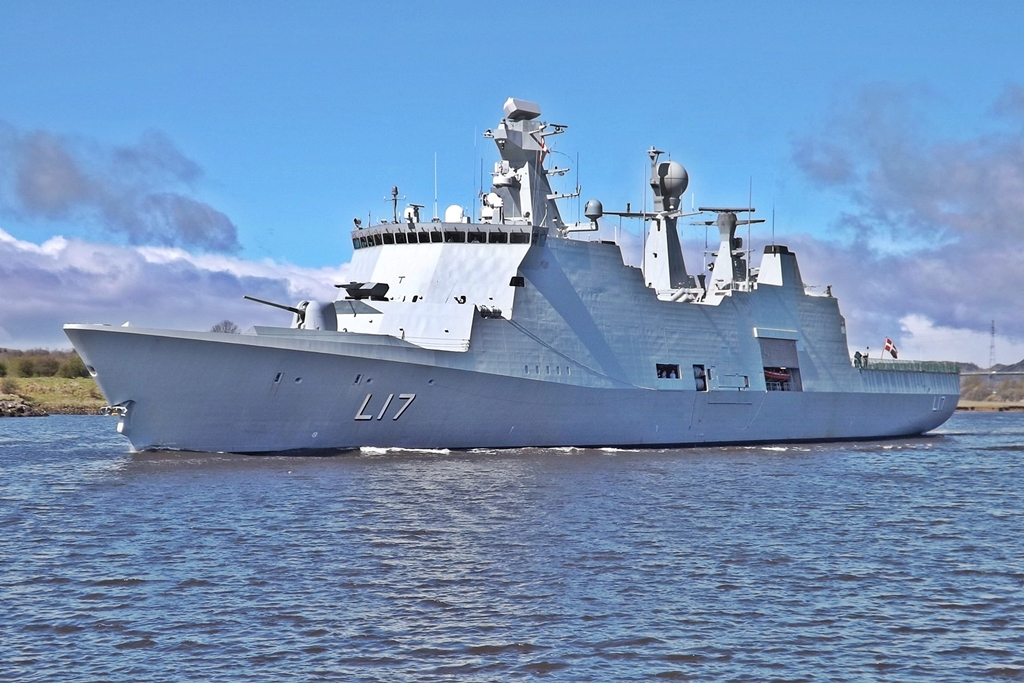
艾斯伯恩.斯纳尔号
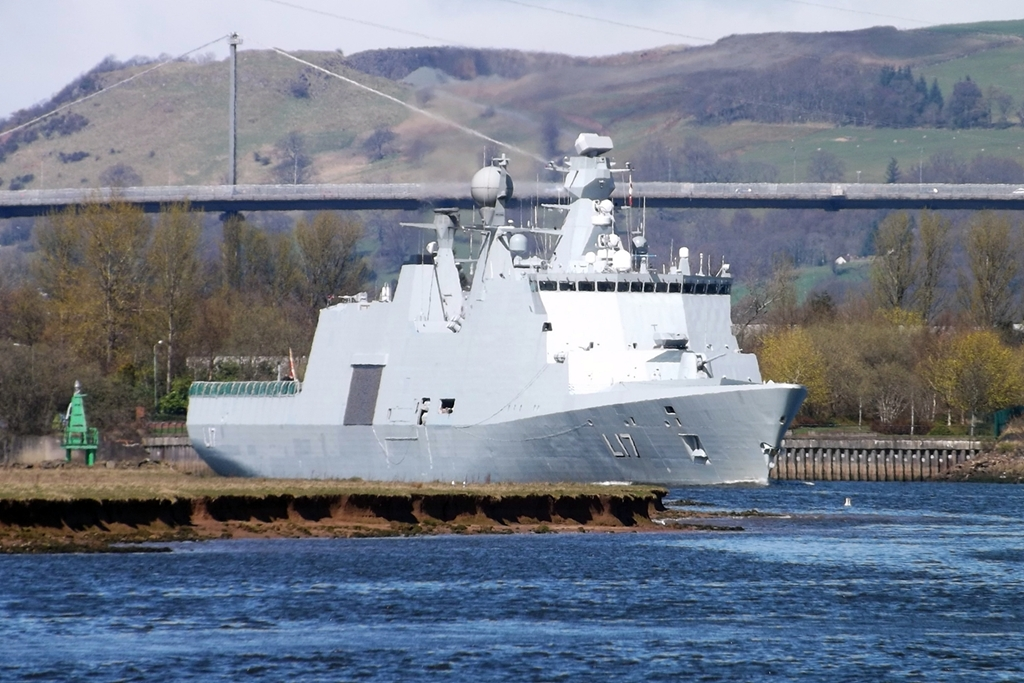
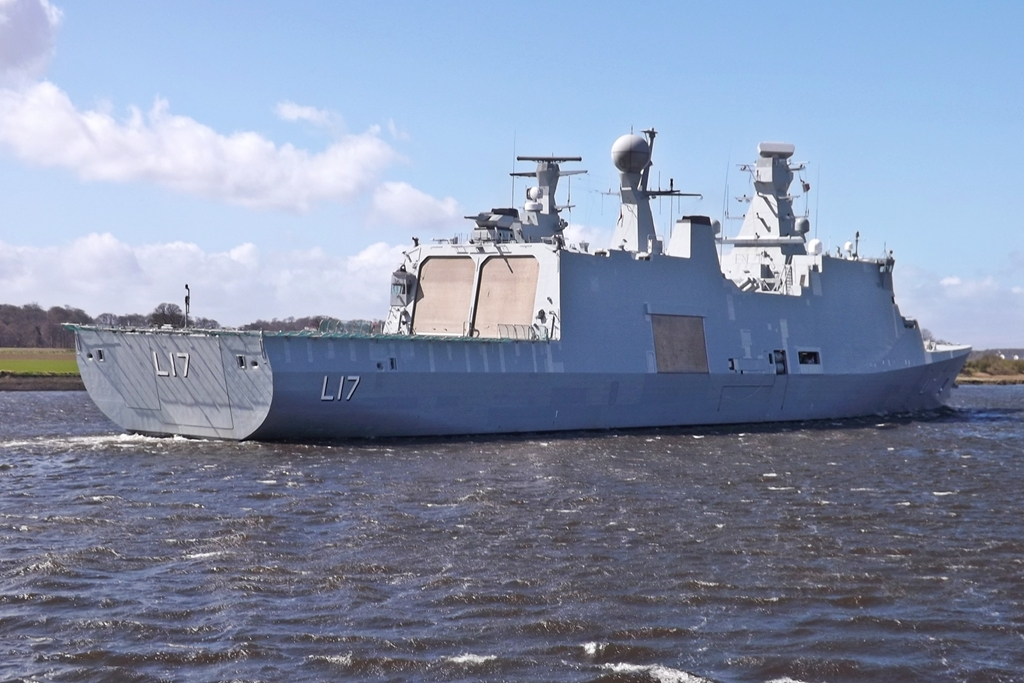

## 资料来源
1. 1 2 3 4 5 6 7 8 9   (pdf). Danish Defence.   [2013-06-15]. （原始内容存档 (PDF)于2017-06-24） （丹麦语）.
2. ↑  .   [2016-07-24]. （原始内容存档于2016-08-10）.
3. ↑  . 2020-10-17. （原始内容存档于2020-10-26）.
4. ↑   [Navy's new frigates]. forsvaret.dk. 2020-10-16  [2020-10-21]. （原始内容存档于2020-11-01） （Danish）.
5. ↑  . mdc.   [2020-02-22]. （原始内容存档于2020-02-22） （中文）.
6. ↑  .   [2021-06-25]. （原始内容存档于2019-07-13）.
7. ↑  .   [2016-07-23]. （原始内容存档于2019-07-13）.